# Premenstrueel syndroom
Het premenstrueel syndroom (PMS) is een groep klachten of symptomen die bij sommige vrouwen vlak voor de menstruatie optreden. Volgens de patiëntenfolder van het VU medisch centrum heeft ongeveer 4% van de vrouwen tussen 15 en 45 jaar last van PMS. Volgens de Nederlandse Vereniging voor Obstetrie Gynaecologie gaat het om 25 procent van de vrouwen tussen de 15 en 45 jaar. Uit onderzoek door gynaecoloog Bertho Nieboer in 2017 kwam naar voren dat zo'n drie op de vier vrouwen PMS ervaren, maar hiermee niet naar de huisarts gaan..
Deze percentages hangen sterk samen met de gehanteerde criteria: er is geen duidelijke natuurlijke afbakening tussen PMS en normaal gedrag en iedere grenslijn die men trekt tussen normaal en abnormaal is noodzakelijkerwijs arbitrair. Het syndroom hoeft niet gedurende de gehele vruchtbare periode te bestaan: het is ook mogelijk dat het ontstaat na het dertigste levensjaar of na het krijgen van kinderen.
De voornaamste met PMS geassocieerde lichamelijke klachten zijn huilbuien (zonder depressieve gevoelens), duizeligheid, hartkloppingen, hoofdpijn, strakke huid, opgezwollen borsten en buikpijn. Psychisch kan de vrouw last hebben van angstigheid, depressieve gevoelens, nervositeit, prikkelbaarheid en agressie.
Er zijn vele hypothesen over de oorzaak van deze klachten, die alle buiten de context van een PMS ook 'gewoon' of in andere situaties (bijvoorbeeld zwangerschap) voor kunnen komen. Geen van deze hypothesen is wetenschappelijk hardgemaakt. Sommigen menen dat de wisseling in het progesterongehalte in de tweede week van de cyclus aan de basis ligt van PMS. Onderzoek daarnaar is niet doorslaggevend. Wellicht blijft bij vrouwen met ernstige PMS-klachten de progesteronspiegel te laag, zodat het hormoon oestrogeen de overhand kan houden. Andere theorieën zoeken het in het hormoon prolactine, dat onder andere zorgt voor het op gang komen en onderhouden van de melkproductie bij het zogen. Er wordt ook geopperd dat een tekort aan vitamine B6 aanleiding zou kunnen geven tot PMS-klachten.
In 2006 werd de neurotransmitter serotonine, een van de stoffen die signalen overbrengen tussen bepaalde hersencellen, aan het lijstje toegevoegd. Vrouwen met PMS blijken een lager serotoninegehalte te hebben, zodat ze depressief, angstig of snel kwaad worden. Overigens is een verlaagd serotoninegehalte een verschijnsel dat ook wordt gezien bij depressies; dit is de basis waarop de werkzaamheid van de meeste antidepressiva berust.

## Behandeling
Elk van deze theorieën biedt, uitgaande van de veronderstelde oorzaak, zijn eigen oplossingen om de PMS-klachten te verminderen. Wat al lang bekend was, is dat het gebruik van de anticonceptiepil de klachten vaak, al dan niet gedeeltelijk, wegneemt. Geneesmiddelen die het serotoninegehalte verhogen (zoals enkele antidepressiva), blijken bij 80 tot 90% van de vrouwen succesvol te zijn. In België bestaat sinds 2014 een geregistreerd geneesmiddel (Donnafyta Premens(R)) op basis van de monnikspeper (Vitex agnus-castus). Dit geneesmiddel bevat geen hormonen, maar door de werking op de dopaminereceptoren is wel een hoge doeltreffendheid aangetoond. Buiten deze drie geregistreerde manieren om PMS en PMDD te bestrijden zoeken mensen ook weleens hun heil bij alternatievere oplossingen. Volgens de Italiaanse arts Fabio Facchinetti ligt de oplossing in het oraal toedienen van magnesium. Zijn stelling wordt nog onderzocht. Ook wordt gesteld dat het drinken van een paar glazen melk (calcium) per dag de klachten vermindert. Volgens voorstanders van homeopathie doet gebruik van deze middelen PMS-klachten verbeteren. De werking van homeopathie is echter nooit wetenschappelijk bewezen.
Dat er nog altijd geen goed werkende medicatie voorhanden is kan te maken hebben met het feit dat er relatief weinig onderzoek naar PMS wordt gedaan (er wordt bijvoorbeeld 5 keer meer onderzoek gedaan naar (pijnloze) erectieproblemen dan naar premenstruatieproblemen).